# Колпаков, Владимир Леонидович
Влади́мир Леони́дович Колпако́в (род. 2 апреля 1965) — советский и российский легкоатлет, специалист по бегу на средние дистанции. Выступал за сборные СССР и России в 1984—1994 годах, чемпион СССР в беге на 1500 метров, многократный призёр первенств всесоюзного и всероссийского значения, участник ряда крупных международных стартов. Представлял Челябинск и Вооружённые силы. Мастер спорта СССР. Тренер по лёгкой атлетике.

## Биография
Владимир Колпаков родился 2 апреля 1965 года. Занимался лёгкой атлетикой в Челябинске, выступал за РСФСР и Вооружённые силы.
Впервые заявил о себе на международном уровне в сезоне 1984 года, когда вошёл в состав советской сборной и выступил на чемпионате мира по кроссу в Нью-Йорке, где в гонке юниоров занял итоговое 53-е место.
В 1989 году в беге на 1500 метров одержал победу на зимнем чемпионате СССР в Гомеле. Представлял Советский Союз на чемпионате мира в помещении в Будапеште — на предварительном квалификационном этапе установил свой личный рекорд 3:48.33, но этого оказалось недостаточно для выхода в финальную стадию. Позднее также одержал победу на Мемориале братьев Знаменских в Волгограде, финишировал седьмым на международной матчевой встрече в Бирмингеме.
В 1990 году в 1500-метровой дисциплине с личным рекордом на открытом стадионе 3:38.20 превзошёл всех соперников на Мемориале Знаменских в Москве, затем был лучшим на чемпионате СССР в Киеве. Благодаря череде удачных выступлений удостоился права защищать честь страны на Играх доброй воли в Сиэтле, где с результатом 3:42.07 пришёл к финишу седьмым. Бежал 1500 метров на чемпионате Европы в Сплите — в ходе предварительного забега показал время 3:41.64, в финал не вышел.
В 1991 году в беге на 1500 метров завоевал золотую награду на зимнем чемпионате СССР в Волгограде, стартовал на международных соревнованиях в Эдинбурге.
В 1992 году на соревнованиях в Шеффилде вместе с соотечественниками занял шестое место в программе эстафеты 4 × 1500 метров.
После распада СССР Колпаков ещё в течение некоторого времени оставался действующим спортсменом и продолжал принимать участие в различных легкоатлетических стартах. Так, в 1993 году он отметился выступлением на чемпионате России в Москве, где стал бронзовым призёром в 1500-метровой дисциплине.
В 1994 году представлял Россию на международном турнире Slovnaft в Братиславе, в зачёте бега на 1500 метров финишировал девятым.
Впоследствии работал тренером в Спортивной школе олимпийского резерва № 2 в Челябинске, среди его воспитанников чемпион Европы по кроссу среди юниоров Никита Высоцкий и другие титулованные спортсмены. Участвовал в соревнованиях по лёгкой атлетике в качестве судьи.